# Erlöserkirche (Essen)

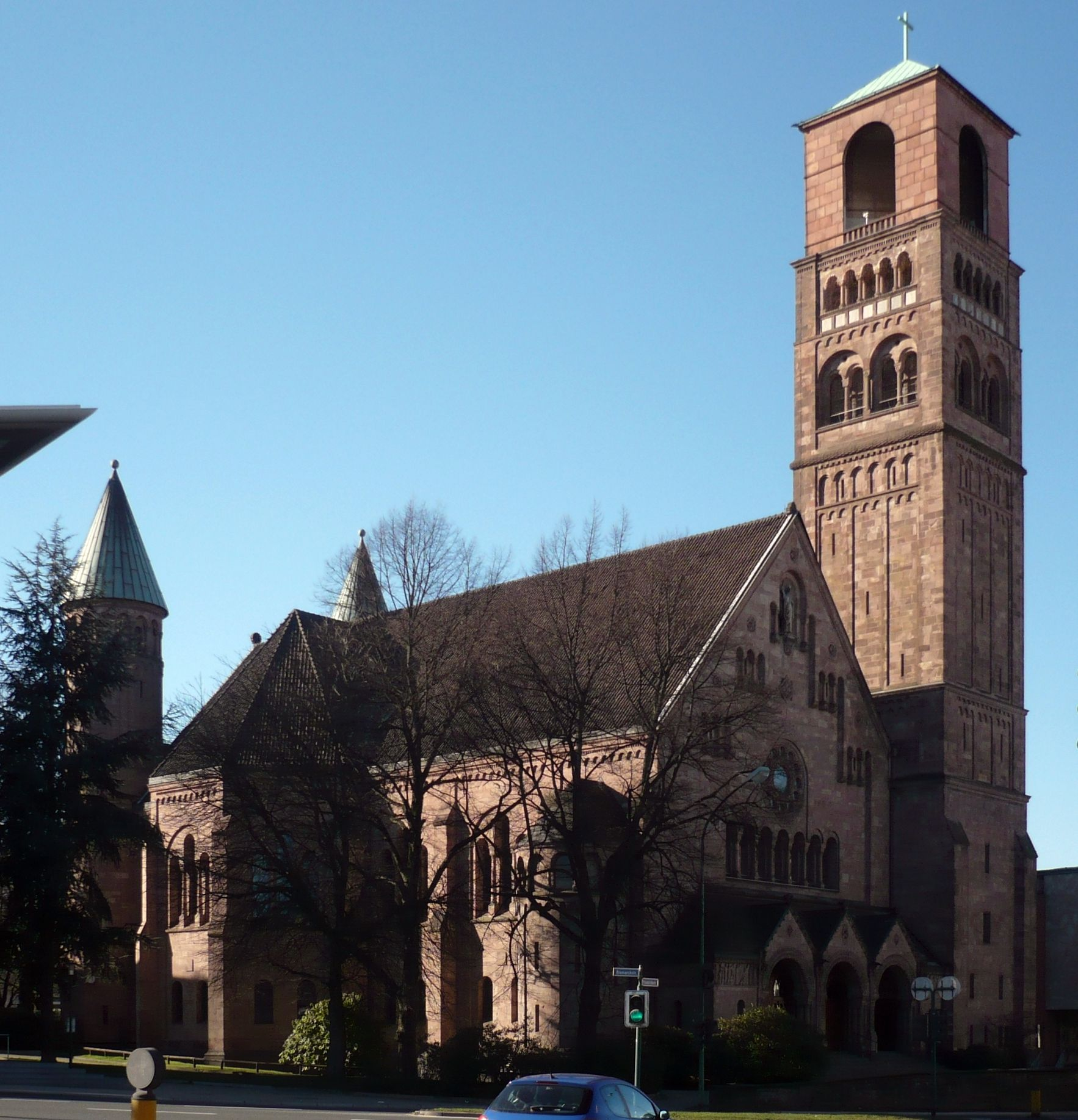
Evangelische Erlöserkirche in Essen

Die Evangelische Erlöserkirche (ⓘ) im Essener Südviertel ist ein neoromanisches Kirchenbauwerk, das seit 1986 unter Denkmalschutz steht. Sie gehört zur Erlöserkirchengemeinde Holsterhausen im Kirchenkreis Essen der Evangelischen Kirche im Rheinland und bietet nicht nur Raum für gemeindliche Gottesdienste, sondern auch für kulturelle Veranstaltungen, vor allem für Konzerte des Essener Bachchors und des Chores „Gospel and more“.

## Chronik der Erlöserkirche Essen
| Jahr              | Ereignis |
| ----------------- | --- |
| 1896              | Wegen der Größe der Altstadtgemeinde wird eine zusätzliche Kirche erforderlich. |
| 1897              | Die Kirchengemeinde erwirbt das Grundstück zwischen Bismarckstraße, Friedrichstraße und Goethestraße im Südviertel für rund 90.000 Mark, obwohl sein Wert eigentlich auf rund 250.000 Mark geschätzt wurde. |
| 1899              | Erste Entwürfe werden vorgelegt; der Kirchenvorstand entscheidet sich für den des Berliner Architekten August Orth, von dem die 1896 fertiggestellte Kreuzeskirche stammt. |
| 11. Mai 1901      | August Orth stirbt, das Presbyterium sucht einen neuen Architekten. |
| 1904              | Der Berliner Architekt Franz Schwechten, Erbauer wichtiger wilhelminischer Bauten wie des Anhalter Bahnhofs und der Kaiser-Wilhelm-Gedächtniskirche in Berlin, legt seine Pläne vor. Die auf 400.000 Mark veranschlagten Kosten für den Rohbau werden bereitgestellt. |
| 31. Oktober 1906  | Am Reformationstag erfolgt die Grundsteinlegung durch Superintendent Klingemann. |
| 1907              | Drei Glocken mit einem Gesamtgewicht von 10,9 t werden von der Apoldaer Glockengießerei Schilling gegossen und aufgehängt. |
| 29. November 1909 | Die Kirche wird durch Generalsuperintendent Valentin Umbeck eingeweiht. Die Baukosten werden mit 929.314 Mark abgerechnet. Viele Spenden dienen einer würdigen Ausstattung. Beispielsweise wurden das Geläut von Carl Funke und die Orgel von Margarethe Krupp gestiftet. |
| 1937              | Die künstlerische Ausgestaltung der Kirche wird mit den kostbaren Mosaiken im Altarraum vollendet, einem Geschenk der Familie Krupp. |
| 5. März 1943      | Die Kirche wird durch einen Luftangriff schwer beschädigt und für Gottesdienste völlig unbrauchbar. Spätere Luftangriffe bringen weitere Schäden mit sich. |
| 1945              | Die Erlöserkirche ist ohne Dach, die Reste des Gewölbes drohen einzustürzen. Noch erhaltenes Gestühl wird durch Regen beschädigt. Der Turm hat keinen Helm mehr, vom Geläut ist nur noch eine Glocke vorhanden. Das Pfarrhaus und der Gemeindesaal sind ebenfalls zerstört. Gottesdienste werden notdürftig im 2. Obergeschoss des Turms auf etwa 20 m² gehalten, später in der Sakristei. |
| 1948/1949         | Der Wiederaufbau der Kirche beginnt. Pfarrer Reinhardt gründet den Kirchbauverein Erlöserkirche und lässt „Bausteine“ verkaufen. Das Dach über dem Hauptschiff der Kirche entsteht, die Gewölbe im Inneren der Kirche werden erneuert. Die Fensteröffnungen werden mit Kathedralglas verschlossen, die alten Farbverglasungen sind für immer verloren.                                     |
| 6. Mai 1951       | Der Innenraum wird mit einem Festgottesdienst wieder in Gebrauch genommen. |
| 1952              | Ein Orgelpositiv kann angeschafft werden. |
| 30. Oktober 1955  | Das Geläut der Kirche mit drei Glocken erklingt wieder. Zu zwei aus der Marktkirche übernommenen Glocken wurde eine dritte hinzugefügt. |
| 1957              | Die Altstadtgemeinde wird aufgeteilt. Es entstehen vier neue Gemeinden: Altstadt-Nord, Altstadt-Ost, Altstadt-Mitte und Altstadt-Süd (später: Erlöserkirchengemeinde). Hugo Kükelhaus bekommt den Auftrag, das Innere der Erlöserkirche neu zu gestalten. |
| 1962              | Zwei neue Glocken werden in den Turm hinaufgezogen. Das Geläut ist nun fünfstimmig bei einem Gesamtgewicht von rund 7 t. |
| 1966              | Der neue Teil des Gemeindehauses mit großem Saal, „Raum der Begegnung“ und Nebenräumen wird fertiggestellt. |
| 1984              | Anlässlich der 75-Jahr-Feier wird eine große Festwoche mit Festgottesdienst veranstaltet, außerdem erscheint eine Festschrift. |
| 1999              | Der Innenraum der Erlöserkirche wird renoviert und restauriert. Die Fensterrosette über dem Hauptportal wird wieder freigelegt. Der Innenraum erhält zum Teil eine neue Farbgebung und die Kuppel einen Lichtkranz von sieben Metern Durchmesser. |
| 2004              | Die Erlöserkirchengemeinde Essen-Altstadt nennt sich um in „Evangelische Erlöserkirchengemeinde Essen“. |
| 31. Oktober 2005  | Das Reformationsfest aller Essener Kirchengemeinden wird in der Erlöserkirche unter dem Motto „Aus der Freiheit leben – Das Schöpferische in Kirche und Kultur“ gefeiert. |
| 2007              | Die Presbyterien der Erlöserkirchengemeinde und der Kirchengemeinde Holsterhausen beschließen die Fusion beider Gemeinden für das Jahr 2008. |
| 2008              | Die Fusion wird im November mit der Schließung der Lukaskirche vollendet. Der Kindergottesdienst der ehemaligen Lukaskirche nimmt am 2. Advent seine Arbeit in der Erlöserkirche auf. Es wird dafür die an die Erlöserkirche angeschlossene Kapelle gewählt, die nun den Namen „Lukaskapelle“ trägt.                                                                                       |
| 2009              | Mit vielen Veranstaltungen feiert die Gemeinde das hundertjährige Bestehen der Erlöserkirche. |

## Baugeschichte und Architektur
Der Bau der Erlöserkirche in Essen zog sich über eine ungewöhnlich lange Zeit von ersten Planungen im Jahr 1896 bis zur Einweihung 1909 hin. Die Baugruppe bestand aus der Kirche, dem Pfarrhaus mit Konfirmandensaal und dem Glockenturm, der beide Teile miteinander verklammerte und den weit sichtbaren Hauptakzent des Baus setzte. Während Kirche und Turm nach den Zerstörungen des Zweiten Weltkriegs äußerlich weitgehend unverändert wieder aufgebaut wurde, wurden Pfarrhaus und Konfirmandensaal nach dem Krieg durch Zweckbauten im damaligen Zeitgeschmack ersetzt.
Die Erlöserkirche ist eine Hallenkirche mit Querschiff und umlaufender Empore. Die polygonale Apsis wird von zwei Rundtürmen flankiert. Polygonal gebrochen sind auch die Querhausffassaden, während die Emporenaufgänge, die die Fassade flankieren, mit einem runden Abschluss enden. Eine breit angelegte Freitreppe steigt zu einer Dreiergruppe von Säulenportalen auf, die den Weg in die Vorhalle öffnen. Sie sind im Verhältnis zur Fassade sehr hoch angesetzt und tief eingeschnitten. Darüber öffnet sich eine Arkadenreihe aus sieben rundbogigen Fenstern, über deren Mitte ein neoromanisches Rundbogenfenster eingeschnitten ist. Der Giebel wird von einer aufsteigenden Drei-Arkaden-Gruppe begleitet. Im obersten Bogen befindet sich die Statue des Erlösers.
Die Gesamtlänge der Kirche beträgt 50 Meter, sie bietet Raum für 1200 Personen, wovon 500 auf den Emporen Platz finden. Die Fassaden bestehen aus Ohlsbrücker Sandstein, der Sockel aus Niedermendiger Basaltlava.
Die Formensprache zitiert die Romanik; charakteristisch dafür sind die massiv wirkenden Mauern mit nur flach aufgelegten Wandvorlagen, in die aber tiefe Öffnungen eingeschnitten sind.

### Bauzitate in der Erlöserkirche Essen

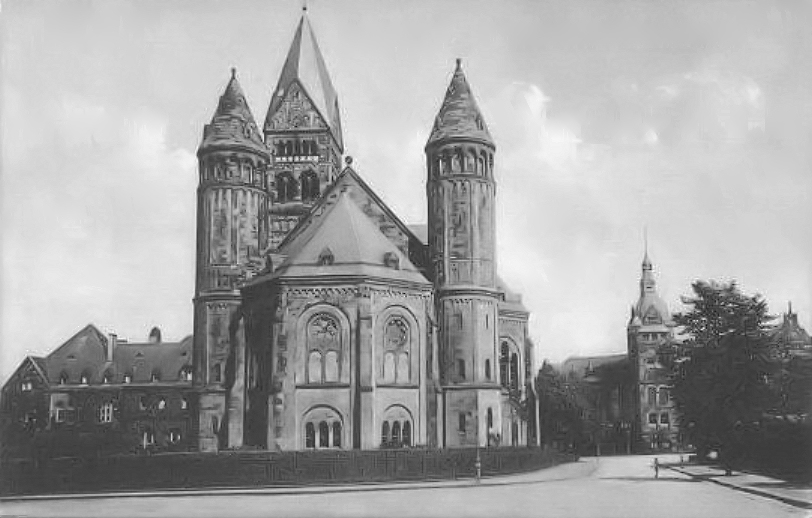
Erlöserkirche von Südwesten, um 1910, rechts im Hintergrund der Turm des Gebäudes des Bergbauvereins

Der für die Erlöserkirche benutzte neoromanische Stil ist dadurch charakterisiert, dass der Bau aus explizit bestimmbaren Zitaten zusammengesetzt ist. Er entstand aus denkmalpflegerischen Impulsen, die im 19. Jahrhundert im Rahmen der romantischen Mittelalterbegeisterung aufkeimten. So wurde zum Beispiel in dieser Zeit der Westbau des Speyerer Doms in romanischen Formen, die ins 19. Jahrhundert „transportiert“ wurden, wiederaufgebaut. Am Ende des 19. Jahrhunderts förderte vor allem Kaiser Wilhelm II. als kunstbegeisterter Monarch die neoromanische Architektur. Er sah in ihr die Wiederaufnahme des Gedankens Friedrich Barbarossas der „renovatio imperii“ und benutzte die staufischen Architekturformen als Hinweis auf Nachfolge und Erbschaft des mittelalterlichen Kaisertums.
So kann man an der Erlöserkirche in der Apsiszone ein Zitat des Wormser Doms finden, dessen Westchor und Westtürme (1171–1181) eine charakteristische Baugruppe bilden. Der polygonale Chor mit 5/8-Schluss wird von Rundtürmen eingefasst. Bei näherem Vergleich werden jedoch einige Unterschiede deutlich. In Essen sind die Türme nur in drei Segmente gegliedert. Die durchlaufende Zwerggalerie der Apsis fällt weg. Sie wirkt durch die vertikale Gliederung durch die Strebepfeiler wuchtig und kompakt. Das resultiert auch aus der horizontalen Gliederung und gleichzeitiger Verklammerung mit den Türmen und Querhausarmen mittels durchlaufender Gesimse. Die Anordnung der Fenster zeigt ebenso Unterschiede.
Der Architekt Franz Schwechten übernahm für die Erlöserkirche eine archetypisch romanische Baugruppe und formte sie in einer eigenen, das Vorbild erkennen lassenden Weise um.
Andere Zitate sind zum Beispiel die Portale, die ihren Ursprung in der sächsischen Romanik haben, die Emporenaufgänge sind Zitate der Apsis des Speyerer Doms, die Form des Rundfensters lässt sich aus dem Limburger Dom herleiten.

### Der Glockenturm und die Glocken
Das auffallendste Charakteristikum des Gesamtbaus ist zweifellos der mächtige Glockenturm, der in der Art eines italienischen Campanile neben der Kirche aufragt. Er vermittelt durch seinen quadratischen Grundriss und die nur wenig gegliederten Mauerflächen der ersten beiden Geschosse einen wuchtigen Eindruck. Darüber öffnen sich die Schallarkaden des Glockengeschosses, worüber sich eine weitere rundbogige Arkade erhebt, die von polygonalen Ecktürmchen eingefasst wird. Über den Giebeln des Uhrgeschosses schließt ein für die Romanik des Rheinlands typisches Rhombendach den Bau ab. Auffallend ist die vertikale Gliederung des Baus durch kräftige Ecklisenen, die erst in den Ecktürmchen enden. Die einzelnen Wände werden ebenfalls durch Lisenen und Rundbogenfriese in querrechteckige Felder gegliedert. Erst im oberen Teil des Turms sind die Wände durchbrochen. Ein direktes Zitat scheint hier nicht erkennbar, die wuchtige Masse des Turms erinnert aber stark an die Abteikirche Murbach oder die Klosterkirche Maursmünster, beide im Elsass. Auffallend ist auch die Ähnlichkeit zum Turm der Erlöserkirche (Jerusalem).
Im Turm der Erlöserkirche läuten fünf Glocken. Von diesen sind die beiden großen ehemalige Glocken der Evangelischen Marktkirche in Essen.
Die älteste ist die nach Größe, Gewicht und Tonlage mittlere Glocke des jetzigen Geläuts. Sie wurde 1812 in der Glockengießerei P. C. Sartorius gegossen, hat einen Durchmesser von 1,15 Meter, wiegt 920 Kilogramm und hat den Schlagton f1. Früher läutete diese Glocke jeden Abend um 21 Uhr vom Turm der Marktkirche.
Die größte Glocke wurde 1842 in der Glockengießerei Petit & Gebr. Edelbrock in Gescher gegossen. Sie hat einen Durchmesser (am unteren Glockenrand) von 1,51 Meter und wiegt 2.310 kg, ihr Schlagton ist d1. Die Inschrift dieser Glocke kennzeichnet die Zeit, in der sie verfasst wurde: „Zum Tempel, so rufe ich, wallet vereint. Froh jauchze ich, wenn euch ein Festtag vereint. Laut fordere ich Huelfe in Aengsten der Not und dumpf, ach! und traurig ertoen ich beim Tod.“ Diese Glocke benutzte die Stadtgemeinde früher als Brandglocke.
Am 15. September 1955 wurde in Gescher eine neue Glocke mit dem Ton g1 gegossen. Sie wiegt 749 kg bei einem Durchmesser von 1,05 Meter. In Erinnerung an das alte Erlöserkirchengeläut hat man ihr die Inschrift: „Ach bleib mit deiner Treue bei uns mein Herr und Gott“ gegeben.
1962 werden zwei neue Glocken im Kirchturm hinauf gezogen und ergänzen die drei bisherigen Glocken. Sie sind in c1 und a1 gestimmt und bilden mit den drei anderen Glocken wieder den vollen Klang des Erlösergeläuts.

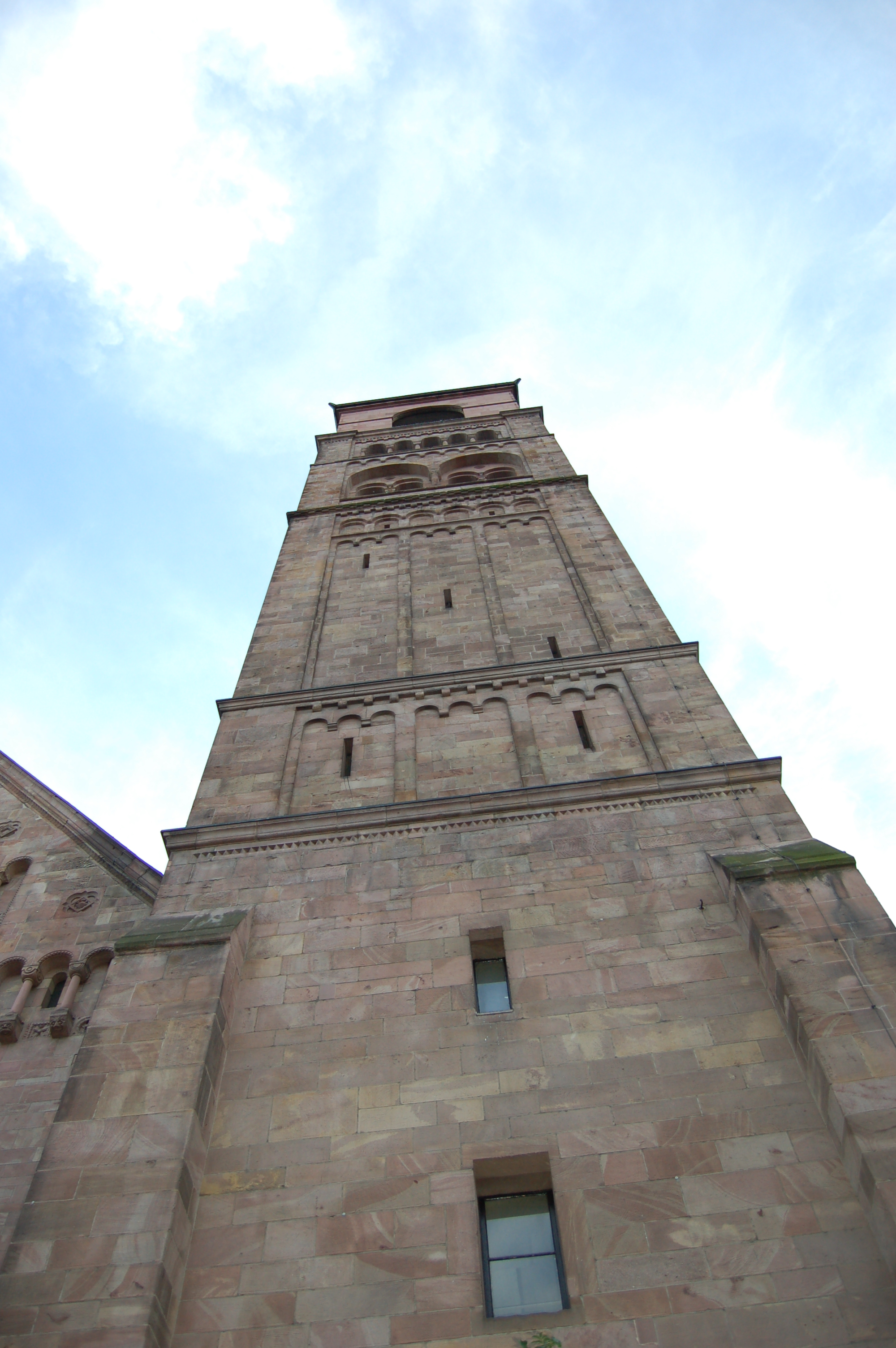
Turm der Erlöserkirche
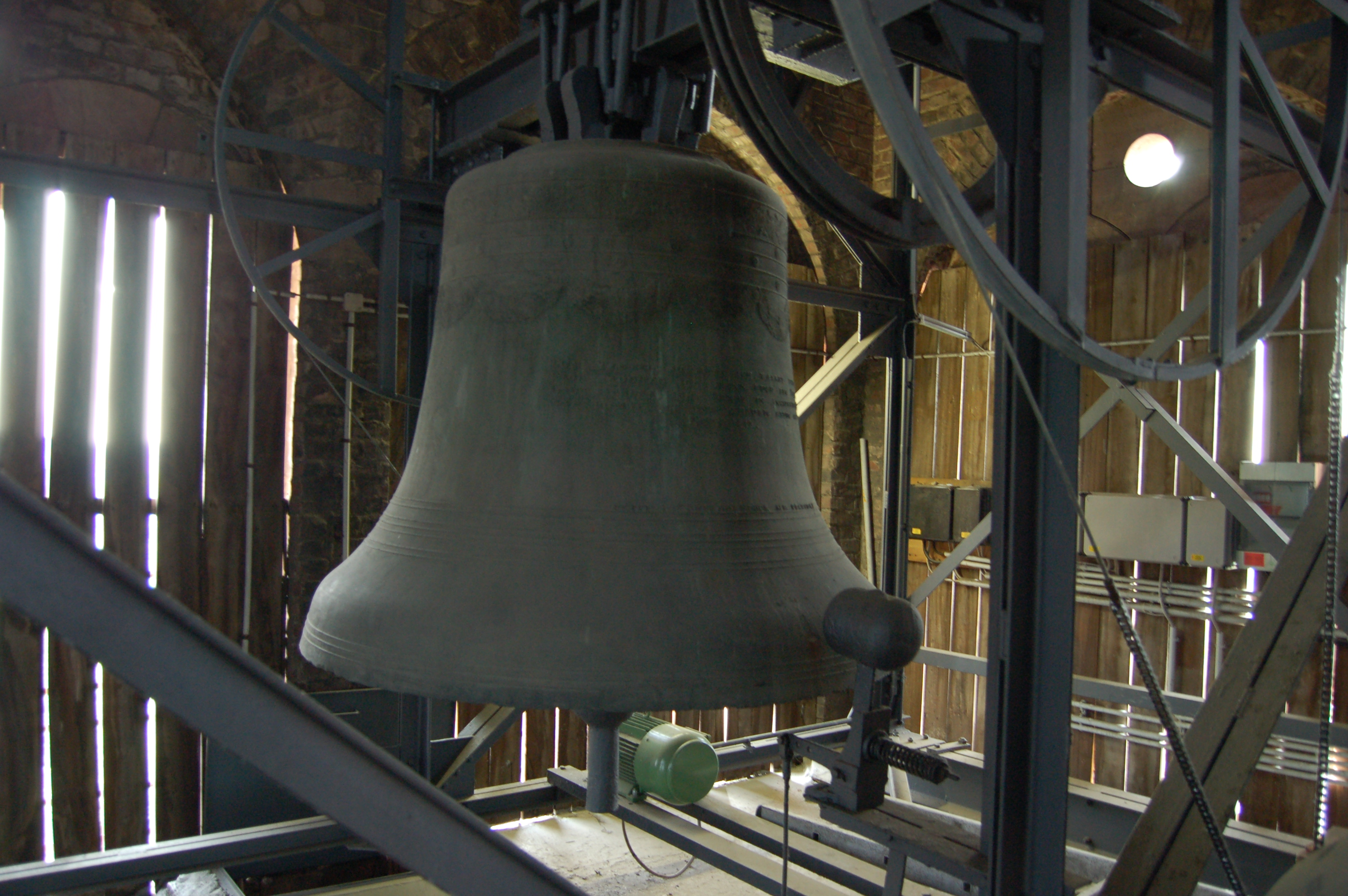
Glocken im Turm
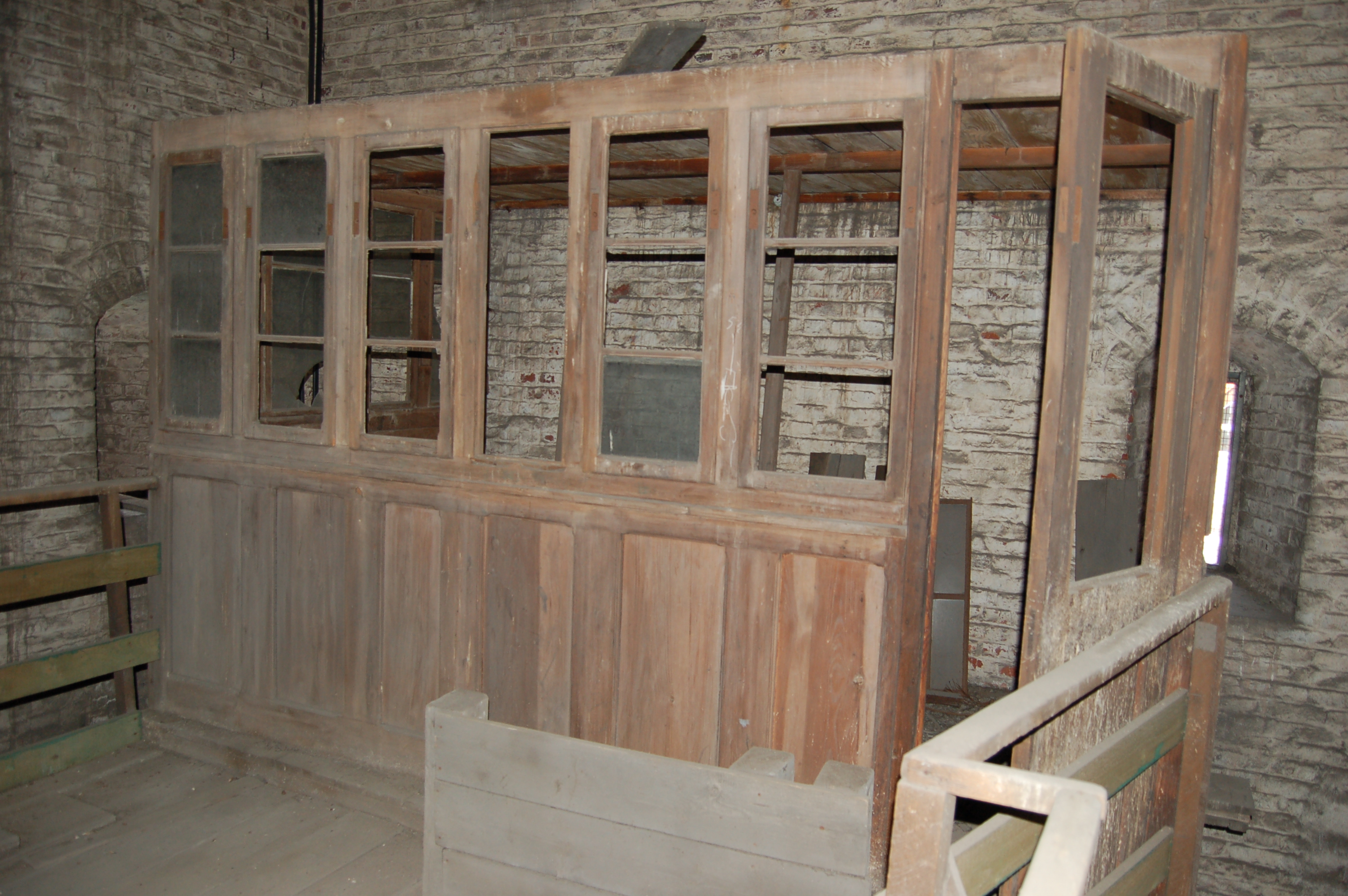
Turmzimmer
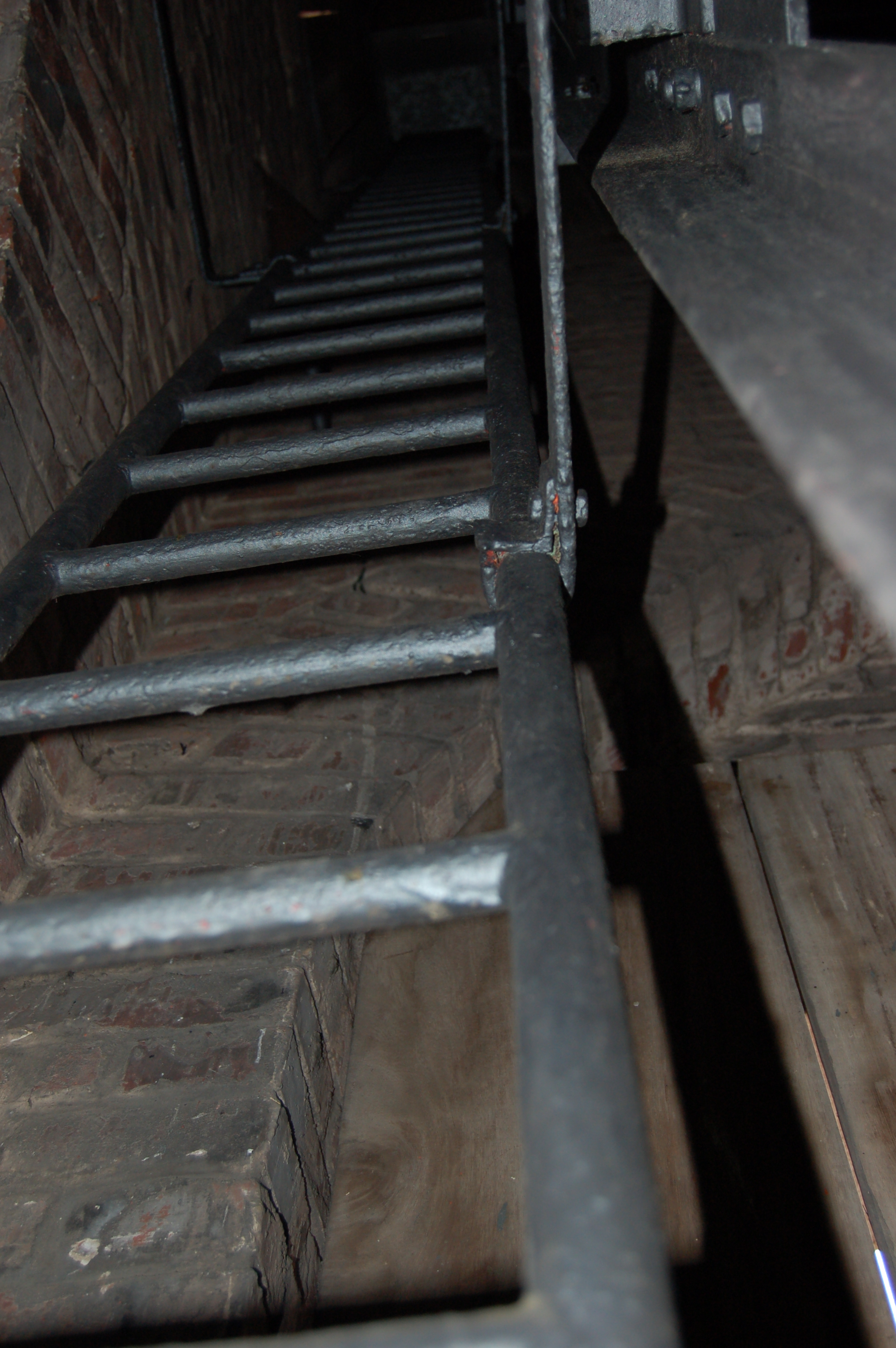
Turmstiege

### Der Innenraum
Der Innenraum der Kirche bietet ein gänzlich anderes Bild, als es der Außenbau erwarten lässt. Ein geräumiger Saal gibt den Blick frei auf Altar, Kanzel und Taufstein. Nur vier Rundpfeiler tragen die Pendentifs, auf denen die Kuppel ruht. Vier weitere Pfeiler tragen die drei Joche des Kreuzgratgewölbes, die den südlichen Teil des Langhauses und die Sängerempore überspannen. Im Norden bildet je ein Joch über Altar und Orgelempore den Abschluss des Raums. Die Innenschale der Wand wird von einer Empore umspannt, die von überall den Blick auf den Altar freigibt. Die Raumausnutzung des relativ bescheidenen Kircheninneren ist auf bemerkenswerte Weise gelöst.

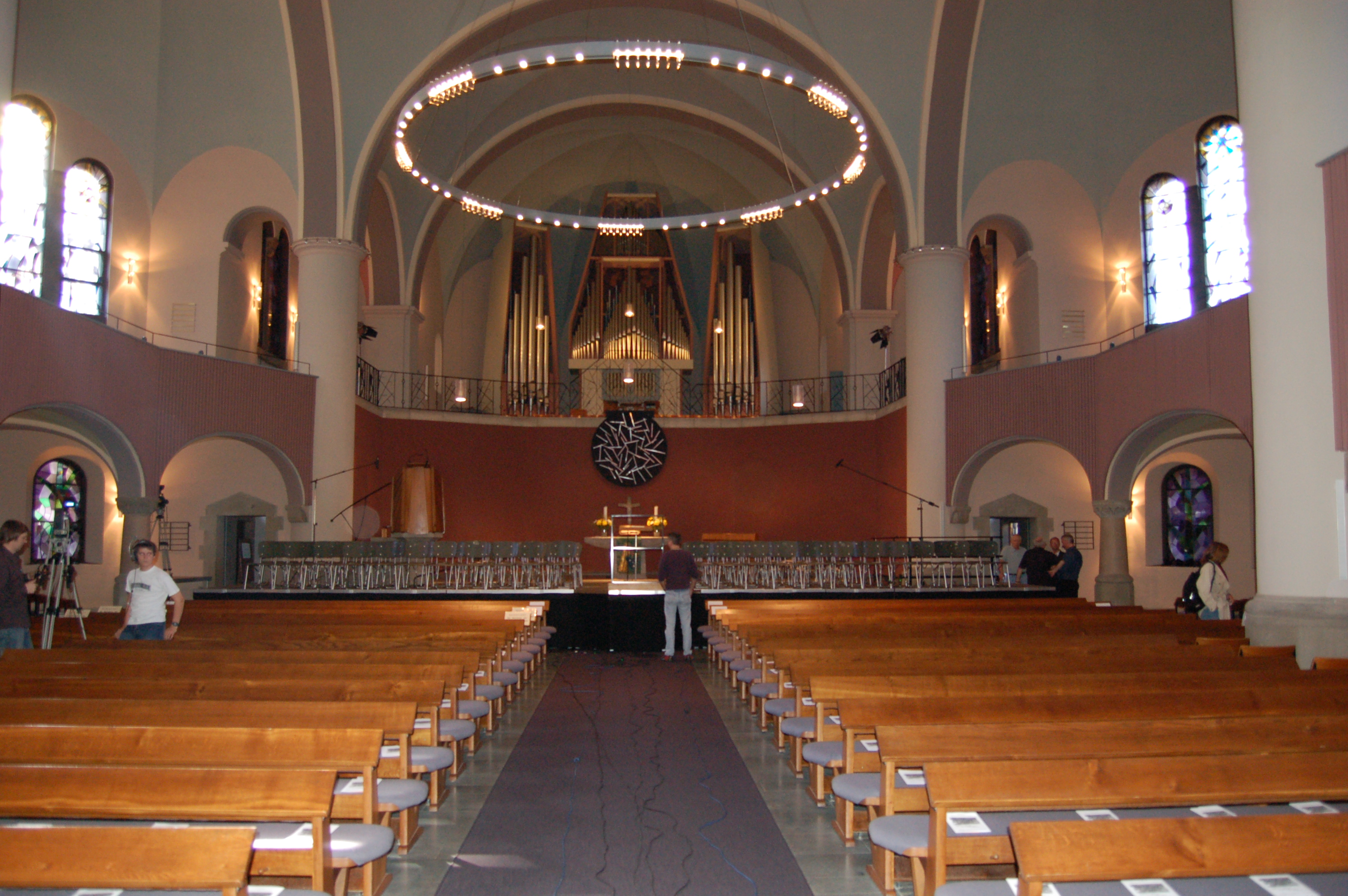
Innenraum
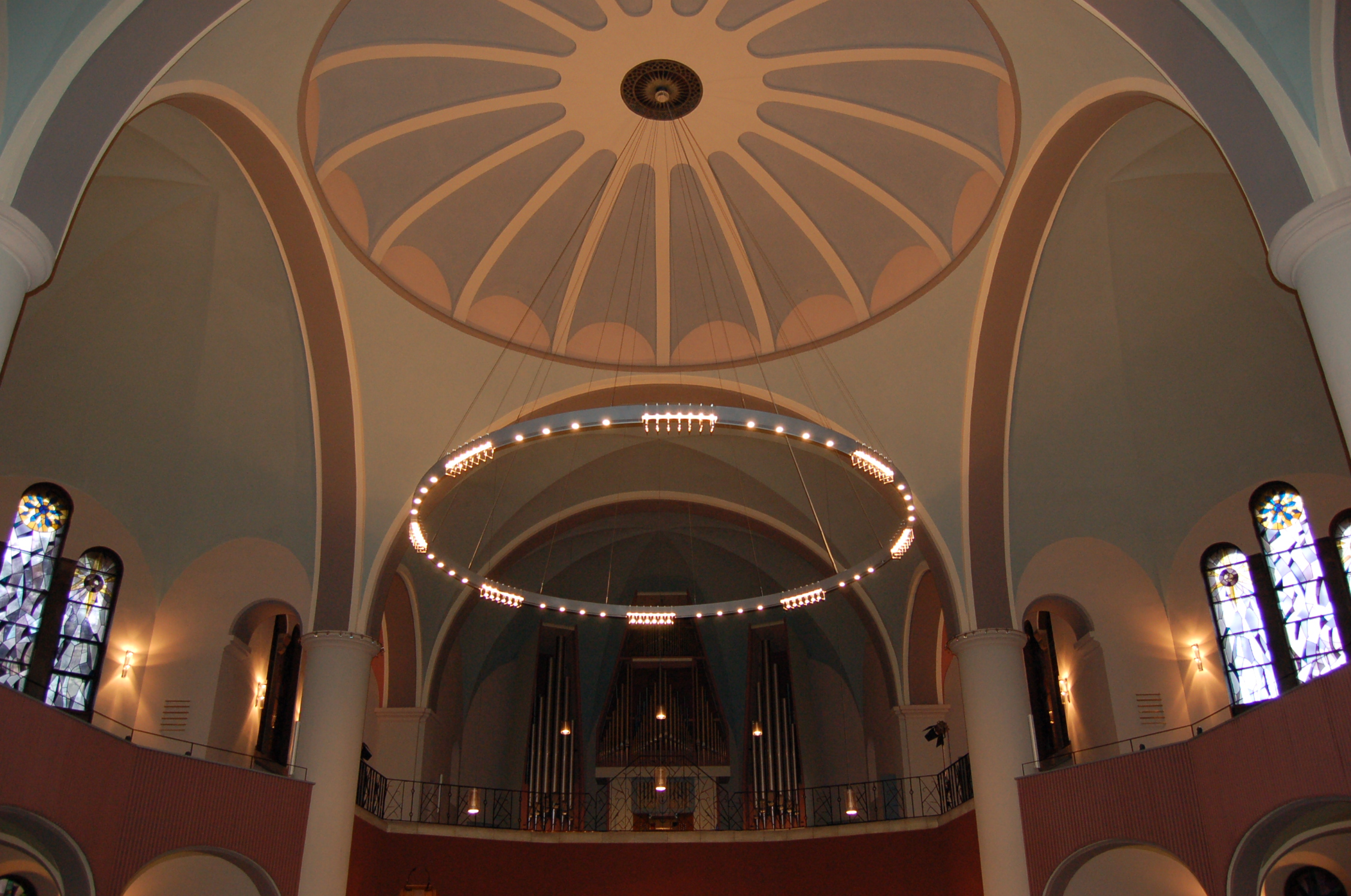
Kuppel
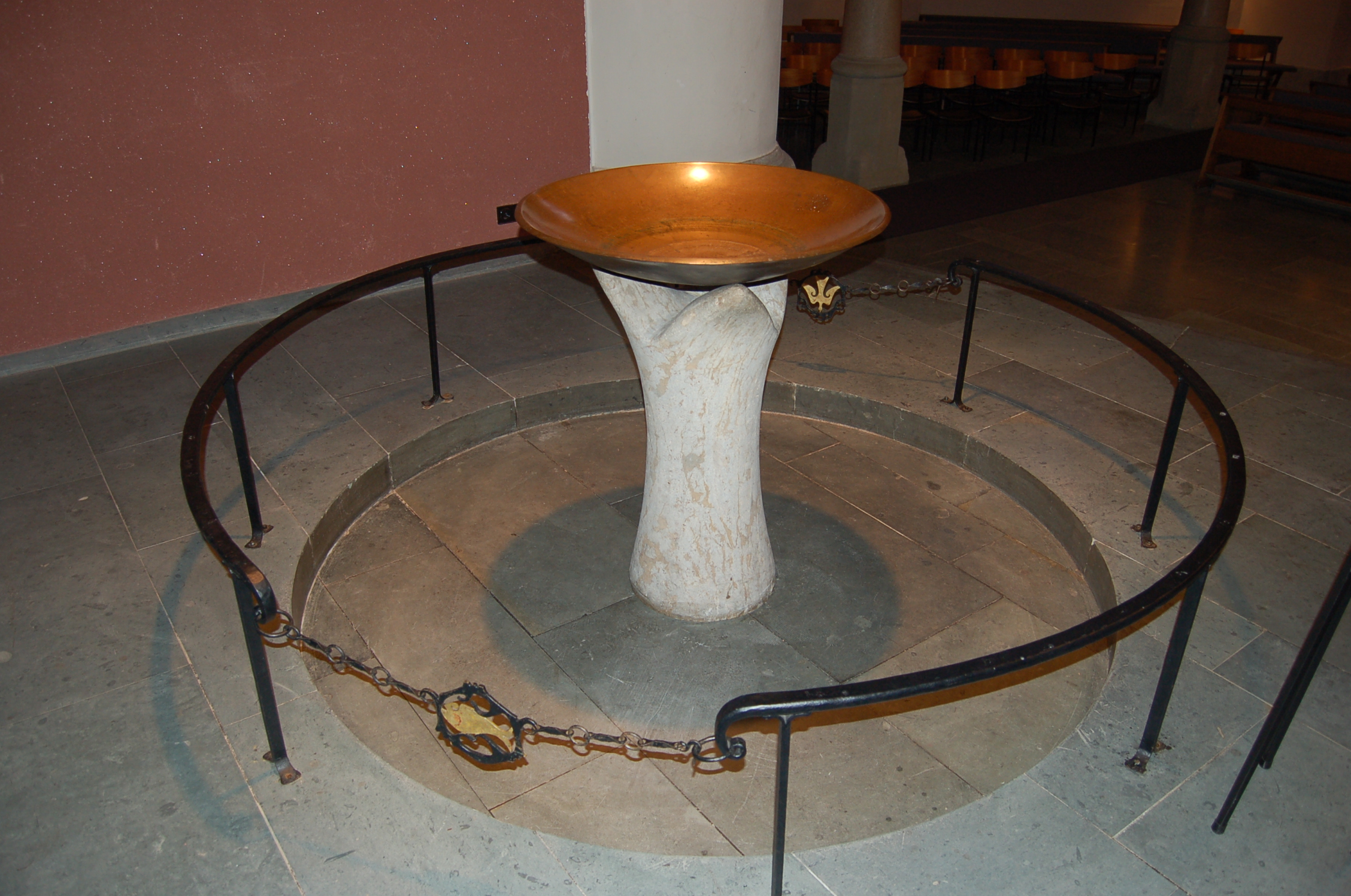
Taufstein
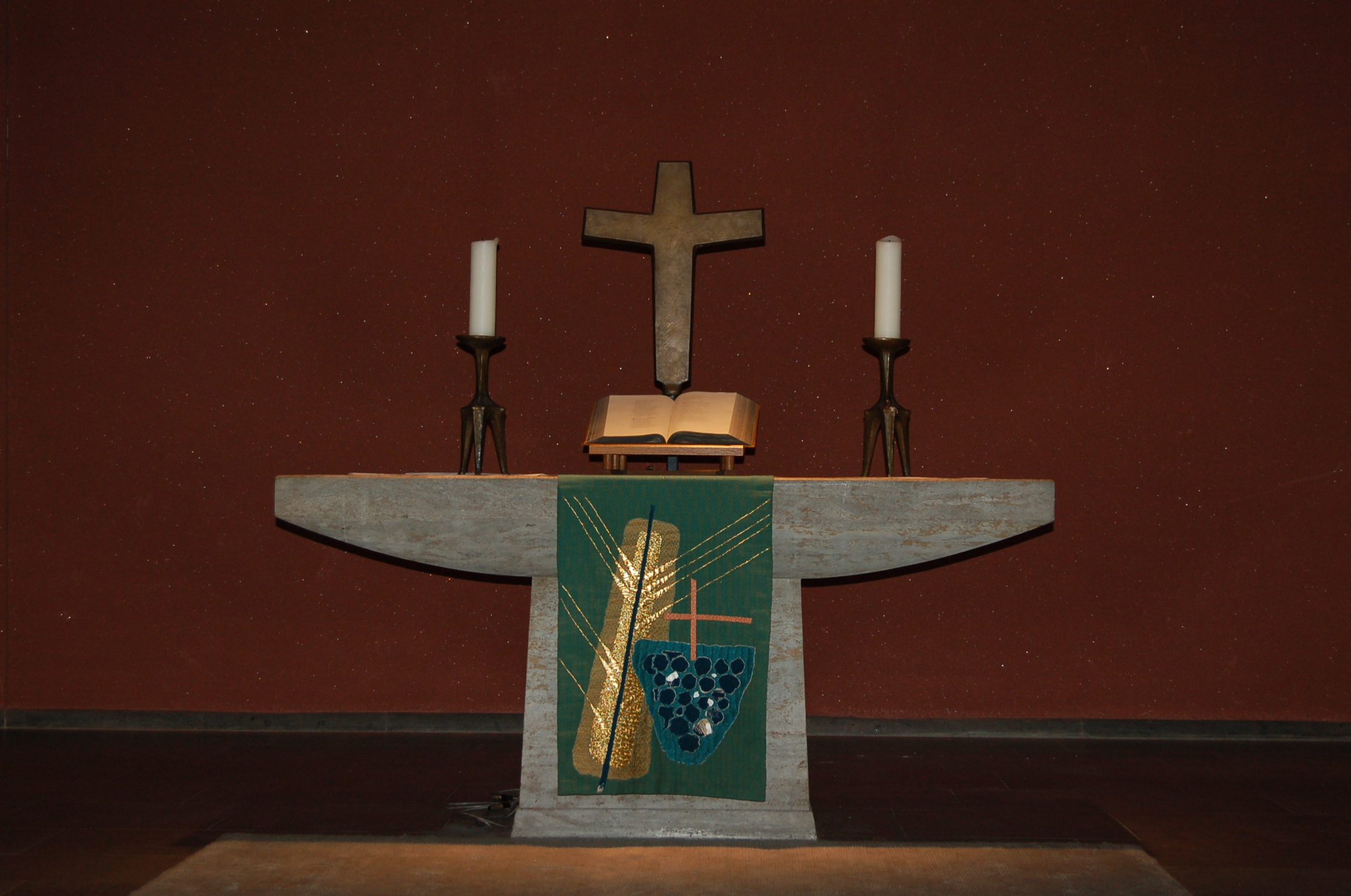
Altar

### Der Umbau durch Hugo Kükelhaus

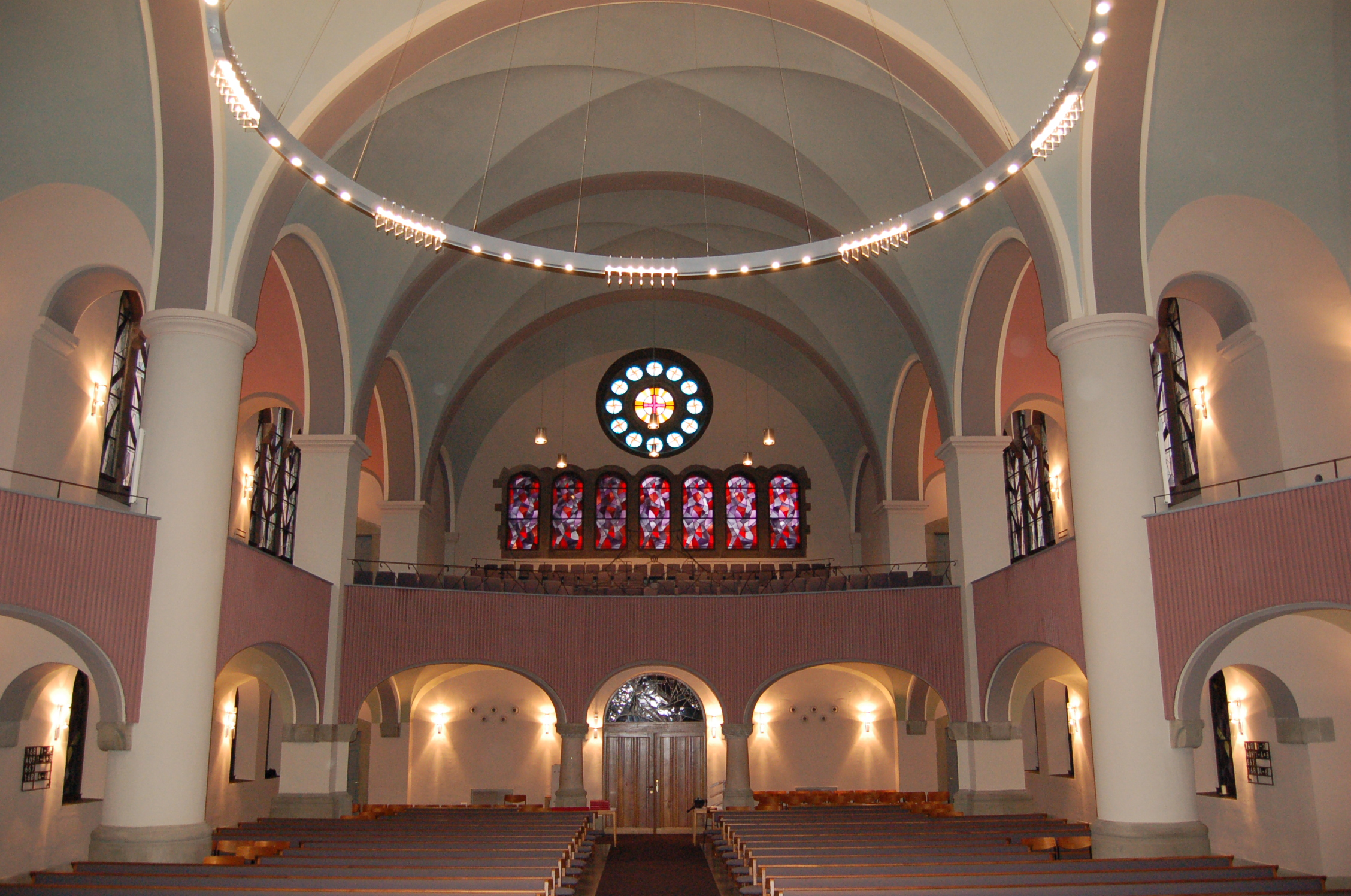
Eingangsportal

(nach Paul Vogt, aus der Festschrift der Erlöserkirchengemeinde von 1959; gekürzt)

Die Beschädigungen des Zweiten Weltkriegs machten es erforderlich, schon in den ersten Nachkriegsjahren eine Neugestaltung in Angriff zu nehmen. Bis spät in die 1950er Jahre hinein blieb das Innere der Erlöserkirche ein Provisorium. 1957 erhielt nach langen Überlegungen des damaligen Presbyteriums der Soester Künstler, Innenarchitekt und Pädagoge Hugo Kükelhaus den Auftrag zur Neugestaltung des Innenraums. Die Grenzen der Umgestaltung blieben streng durch den Altbau gezogen, da an der Architektur selbst nichts geändert werden konnte und sollte. Kükelhaus konnte lediglich versuchen, durch eine Befreiung der vorhandenen Bauformen vom Beiwerk des Altbaus, einer mit ausgesprochen architektonischen Funktion sowie mit der Innenausstattung einen veränderten, den heutigen Forderungen entsprechenden Raumeindruck zu gewinnen.
Als erstes fällt eine Schlichtheit im Gesamteindruck auf, die durch eine klare, ihre Funktion betonende Gliederung der Bauteile erreicht wird. Zugleich gewinnt der Raum dadurch optisch eine größere Weite und Höhe. Durch den glatten Verputz und den hellen Anstrich der Säulen wurde die bis dahin bestimmende Quaderung unsichtbar gemacht, die einst den Eindruck wuchtiger Schwere hervorrief. Hell steigen nun die Säulen empor. Schmucklos, doch dadurch in ihrer architekturlichen Wirkung betont, schwingen die Bögen durch den Raum, den die wiederaufgebaute Kuppel, auch sie jetzt undekoriert, überspannt. Diesen Eindruck verhaltener Schlichtheit verstärkt der Raumabschluss durch eine glatte und dunkle Altarwand, vor der sich Taufstein wie Altarmensa betont abheben. Wie ein Teil des Baukörpers wirkt auch der neue dreigeteilte Orgelprospekt, der hoch aufragend die Empore abschließt. Auch die Entwürfe für die Gitter, Türen und Fenster stammen von Kükelhaus. Die unteren Fensterreihen wiederholen das gleiche Thema des Baums, sie sind farbiger als die größeren der Empore, in deren Rundbögen Reminiszenzen an Himmelskörper, Sonne und Sterne mitschwingen. Lediglich die sieben Fenster über der Empore der Eingangsseite sind von großer Kraft der Farben. Sie strahlen in tiefem Blau und flammendem Rot auf, stark und festlich. Das Lichtband der Fenster harmoniert dabei glücklich mit den leichten, fast zierlich wirkenden Emporengittern sowie mit der Eingangstür, die der gleichen Formensprache entsprangen.
Die heutige Kanzel steht frei im Raum. Aus Holz gefertigt, fast vegetabil aufwachsend, erhebt sie sich über einem steinernen Unterbau, der sich trotz des Treppenansatzes nach unten zu verjüngen scheint. Das heutige Taufbecken (von Gisela Schmidt-Reuther) geht vom Grundgedanken der Taufschale aus. Eine dunkle, flache und schlichte Schale ruht auf einem runden Unterbau aus Stein, der entfernt an eine stützende und haltende Hand erinnert, ohne jedoch naturalistische Formen zu zeigen. Um eine Stufe in den Altarraum vertieft, wird sie von einem schlichten geschmiedeten Gitter umschlossen. An den Zugängen ist eine Kette eingehängt, die auf der einen Seite das Bild der Taube, auf der anderen das des Fisches trägt.